# Swjaginzewo (Kaliningrad)
Swjaginzewo (russisch Звягинцево, deutsch Waschke) ist ein Ort in der russischen Oblast Kaliningrad. Er gehört zur kommunalen Selbstverwaltungseinheit Stadtkreis Selenogradsk im Rajon Selenogradsk.

## Geographische Lage
Swjaginzewo liegt 17 Kilometer nordwestlich der Stadt Kaliningrad (Königsberg) im Seljony las (Forst Grünhoff) an einer Nebenstraße, die von Schumnoje (Schupöhnen) an der Regionalstraße 27A-013 (ex A192) über Rodniki führt. 750 Meter westlich befindet sich der osero Uskoje (Enger-See).

## Geschichte
Der ehemalige Wohnplatz Forsthaus Waschke gehörte in seiner Geschichte vor 1945 zum Gutsdorf Grünhoff (heute russisch: Roschtschino) im gleichnamigen Amtsbezirk im Landkreis Fischhausen, 1939 bis 1945 Landkreis Samland, im Regierungsbezirk Königsberg der preußischen Provinz Ostpreußen.
Im Jahre 1945 kam Waschke als Ort innerhalb des nördlichen Ostpreußens zur Sowjetunion. Der Ort erhielt im Jahr 1950 die russische Bezeichnung Swjaginzewo und wurde gleichzeitig dem Dorfsowjet Melnikowski selski Sowet im Rajon Primorsk zugeordnet. Später gelangte der Ort in den Muromski selski Sowet. Von 2005 bis 2015 gehörte Swjaginzewo zur Landgemeinde Kowrowskoje selskoje posselenije und seither zum Stadtkreis Selenogradsk.

## Kirche
Die fast ausnahmslos evangelische Bevölkerung Waschkes war vor 1945 in das Kirchspiel der Dorfkirche in Pobethen (heute russisch: Romanowo) eingepfarrt, das zum Kirchenkreis Fischhausen (heute russisch: Primorsk) innerhalb der Kirchenprovinz Ostpreußen der Kirche der Altpreußischen Union gehörte. Heute liegt Swjaginzewo im Einzugsbereich der in den 1990er Jahren neu entstandenen evangelisch-lutherischen Gemeinde in Selenogradsk (Cranz), einer Filialgemeinde der Auferstehungskirche in Kaliningrad (Königsberg) innerhalb der Propstei Kaliningrad der Evangelisch-lutherischen Kirche Europäisches Russland.